# تفاعل فافورسكي
ينبغي عدم اللبس بينه وبين إعادة ترتيب فافورسكي
تفاعل فافورسكي (Favorskii reaction) عبارة عن هجوم نيكلوفيلي من ألكاين طرفي ذو بروتونات حمضية على مجموعة كربونيل. وقد تم اكتشاف هذا التفاعل في وقت مبكر من عام 1900 بواسطة الكيميائي الروسي أليكسي يفجرافوفيتش فافورسكي.
وعندما يتم تحفيزه بحمض، يُسمى هذا التفاعل إعادة ترتيب ماير شوستر.

## ميكانيكية (آلية) التفاعل
يتكون معدن الأستيليد في الموقع عندما يتم معاملة ألكاين بقواعد قوية مثل الهيدروكسيد أو ألكوكسيد. وبعد ذلك يتفاعل معدن الأستيليد مع ألدهيد أو كيتون لتكوين كحول البروبرجايل. وفي حالة وجود الألفا هيدروجين (كما هو الحال عندما يكون الكربونيل ألدهيد)، فإنه سوف يحدث له نزوح بروتوني إلى الإينون المقابل.
ويستخدم هذا التفاعل لحماية الألكاينات: حيث يتحول الألكاين إما بالأسيتون إلى 2- هيدروكسي بروبـ -2- يل ألكاين أو يتم تحضير الألكاين المحمي مباشرة باستخدام 2- ميثيل-3- بيوتاين-2- ول المتاح تجارياً بكونه مصدر ألكاين. ويمكن إزالة المجموعة الواقية عن طريق تسخين المركب في محلول من هيدروكسيد البوتاسيوم في بروبان-2-ول (تفاعل فافورسكي العكسي).